# Annie Leibovitz
Anna Lou «Annie» Leibovitz (Waterbury, Connecticut, 2 de octubre de 1949) es una fotógrafa estadounidense. Es la primera mujer en exponer su obra en la Galería Nacional de Retratos de Washington D. C.
Es la fotógrafa mejor pagada del mundo y ha trabajado para revistas como Vanity Fair, Rolling Stone y Vogue. En 1984 fue galardonada por la Asociación Estadounidense de Editores de Revistas como Fotógrafa del año. En 1988 recibió el premio Clio por la campaña publicitaria de American Express. En abril de 2000, la Biblioteca del Congreso de Estados Unidos le dio el título de «Leyenda viviente». En 2005, la revista American Photo la nombró la fotógrafa más influyente de nuestros tiempos. En mayo de 2013 fue galardonada con el Premio Príncipe de Asturias de Comunicación y Humanidades.
Leibovitz es conocida principalmente por sus retratos de celebridades, aunque también ha practicado la fotografía documental y de paisajes. Está contratada por la editorial Condé Nast Publications desde 1993. Sus imágenes son representadas, desde 1977, por la agencia de fotoperiodismo Contact Press Images.

## Biografía
Es la tercera hija del matrimonio judío compuesto por Samuel Leibovitz, un teniente coronel de las Fuerzas Armadas, y Marilyn Heit, una instructora de danza contemporánea. Las labores militares de su padre obligaban a Annie y a sus cinco hermanos a mudarse frecuentemente.
En la secundaria Leibovitz se interesó en diversas ramas artísticas. Comenzó a escribir y a tocar música, e ingresó en el Instituto de Arte de San Francisco en 1967 porque deseaba ser profesora de arte. Su interés por la fotografía surgió en un cuarto oscuro de la base aérea Clark, ubicada en Filipinas, donde su padre fue destinado durante la guerra de Vietnam. Por varios años continuó desarrollando sus habilidades fotográficas mientras trabajaba en diferentes lugares, incluyendo una temporada en un kibutz israelí en 1969, lugar en el que participó en una excavación arqueológica en el templo del rey Salomón.

## Trayectoria
De vuelta a Estados Unidos en 1971, Leibovitz obtuvo una licenciatura en Bellas Artes en el Instituto de Arte de San Francisco. Posteriormente, trabajó junto al fotógrafo Ralph Gibson.

### RevistaRolling Stone
En ese periodo se postuló para trabajar como fotógrafa autónoma en la entonces emergente revista Rolling Stone. El editor, Jann Wenner, quedó impresionado con su portafolio y le permitió ser parte del personal de su publicación. Dos años más tarde, Leibovitz fue ascendida a fotógrafa jefe, cargo que mantuvo diez años y en el que realizó ciento cuarenta y dos cubiertas.
En 1975 se le encargó la tarea de documentar la gira musical Rolling Stones Tour of the Americas '75, que el grupo británico The Rolling Stones realizó en Estados Unidos y Canadá. Dos años más tarde, las oficinas centrales de Rolling Stone se mudaron a Nueva York, por lo que Leibovitz abandonó la ciudad de San Francisco tras vivir diez años allí. La llegada a Nueva York estuvo acompañada de diversos problemas, entre ellos su adicción a las drogas, especialmente a la cocaína.

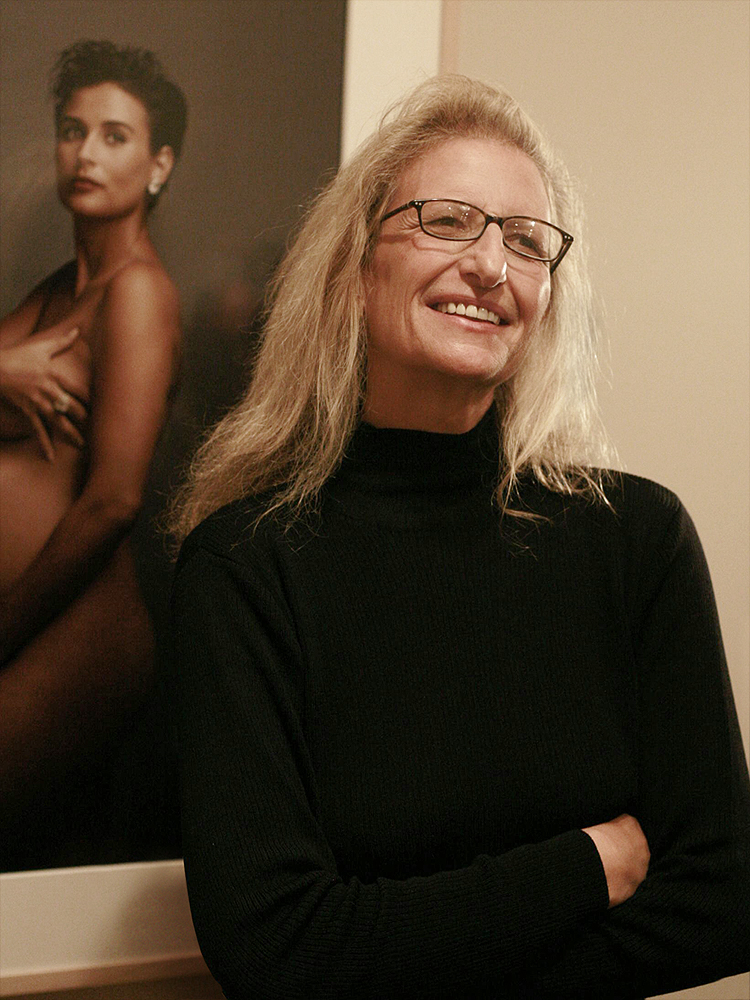
Leibovitz junto al retrato de
Demi Moore en la exhibición
A photographer's life, 1990-2005 en San Francisco, California.

El 8 de diciembre de 1980, Annie acudió al departamento del músico John Lennon para fotografiarlo para Rolling Stone. Ella le prometió que una de estas imágenes ilustraría la portada de la revista, aunque los editores no querían que su esposa, Yōko Ono, fuera retratada junto a él. La idea de Annie era recrear la imagen de la carátula del álbum Double fantasy del propio Lennon. Horas después de la sesión fotográfica, John fue asesinado por su admirador, Mark David Chapman, quien le disparó cuatro veces a la entrada de su edificio en Nueva York. Finalmente, la fotografía que Rolling Stone publicó el 22 de enero de 1981 en su tapa —sin titulares— fue aquella en que Lennon aparece desnudo y acurrucado junto a su esposa completamente vestida.

### RevistaVanity Fair
Desde 1983, Leibovitz ha trabajado como retratista de la revista estadounidense Vanity Fair, llegando a recibir hasta 2 millones de dólares anuales por ello.
En 1993 demandó a la compañía cinematográfica Paramount Pictures por infringir los derechos de autor de una fotografía suya. La imagen, que adornó la portada de Vanity Fair dos años antes, era aquella donde aparece la actriz Demi Moore desnuda mostrando su embarazo. Paramount había hecho una parodia de esa fotografía para promocionar su película cómica Naked Gun 33⅓: The Final Insult. En el afiche se veía al actor Leslie Nielsen «embarazado» y posando exactamente como Demi. Annie perdió la demanda cuando la corte consideró que la parodia de su fotografía era de uso legítimo.
Desde 1995, Leibovitz tiene la misión de retratar a los actores y actrices que aparecen en The Hollywood Issue, una edición que Vanity Fair publica en marzo de cada año con retratos de los actores más destacados de Hollywood.

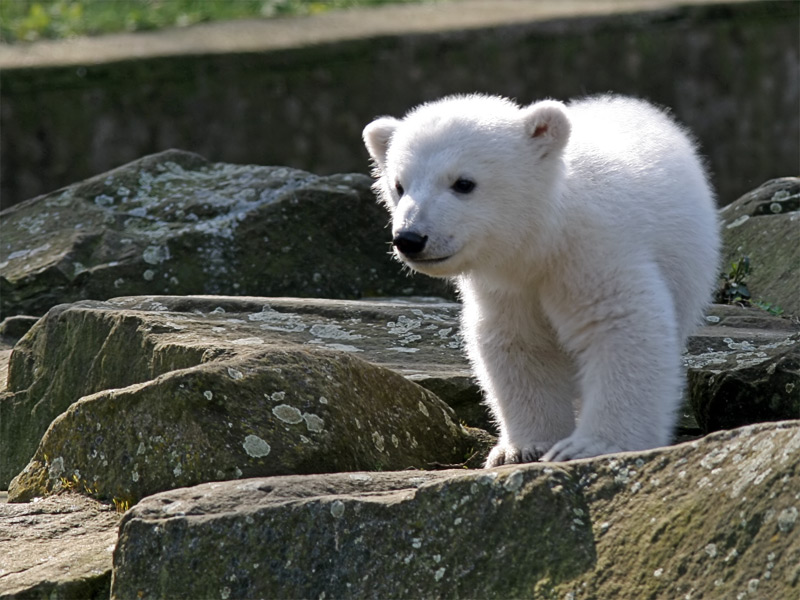
El oso polar Knut fue fotografiado por Leibovitz en abril de 2007 para una campaña medioambiental y también para la portada de Vanity Fair.

En mayo de 2006, Vanity Fair editó por primera vez un número especial dedicado al cuidado del medio ambiente: The green issue. La fotografía que adornó la portada de este número estuvo a cargo de Leibovitz, quien retrató a los actores Julia Roberts y George Clooney junto a los activistas ecológicos Robert F. Kennedy Jr. y Al Gore. Para esta imagen, Annie se inspiró en la fotografía Ballet society, tomada por Irving Penn en 1948. En la edición del año siguiente, fue el actor Leonardo DiCaprio quien posó para Leibovitz en un glaciar de Islandia. Ella realizó un fotomontaje para lograr que el célebre oso polar Knut apareciera junto a DiCaprio sentado sobre el hielo.
El elenco completo de la serie de televisión Los Soprano se reunió por última vez en la sesión fotográfica que Leibovitz realizó para Vanity Fair. El reportaje, publicado en abril de 2007, se debió al término de la serie en junio de aquel año.
En septiembre de 2007, Annie fue la primera en fotografiar a la hija de los actores Tom Cruise y Katie Holmes, Suri, poniendo fin a los rumores que aseguraban que la bebé no existía. La imagen, donde la niña se asoma desde dentro de la chaqueta de su padre, fue publicada en la portada de Vanity Fair. El resto de las fotografías aparecieron en el reportaje de veintidós páginas que se le dedicó a la familia Cruise-Holmes.
En julio de 2007, Annie debió fotografiar a veintiuna celebridades (actores, cantantes, modelos, empresarios, deportistas, políticos y religiosos) para adornar las veinte cubiertas diferentes que Vanity Fair publicó en su especial The Africa issue, cuya edición estuvo a cargo del cantante Bono.

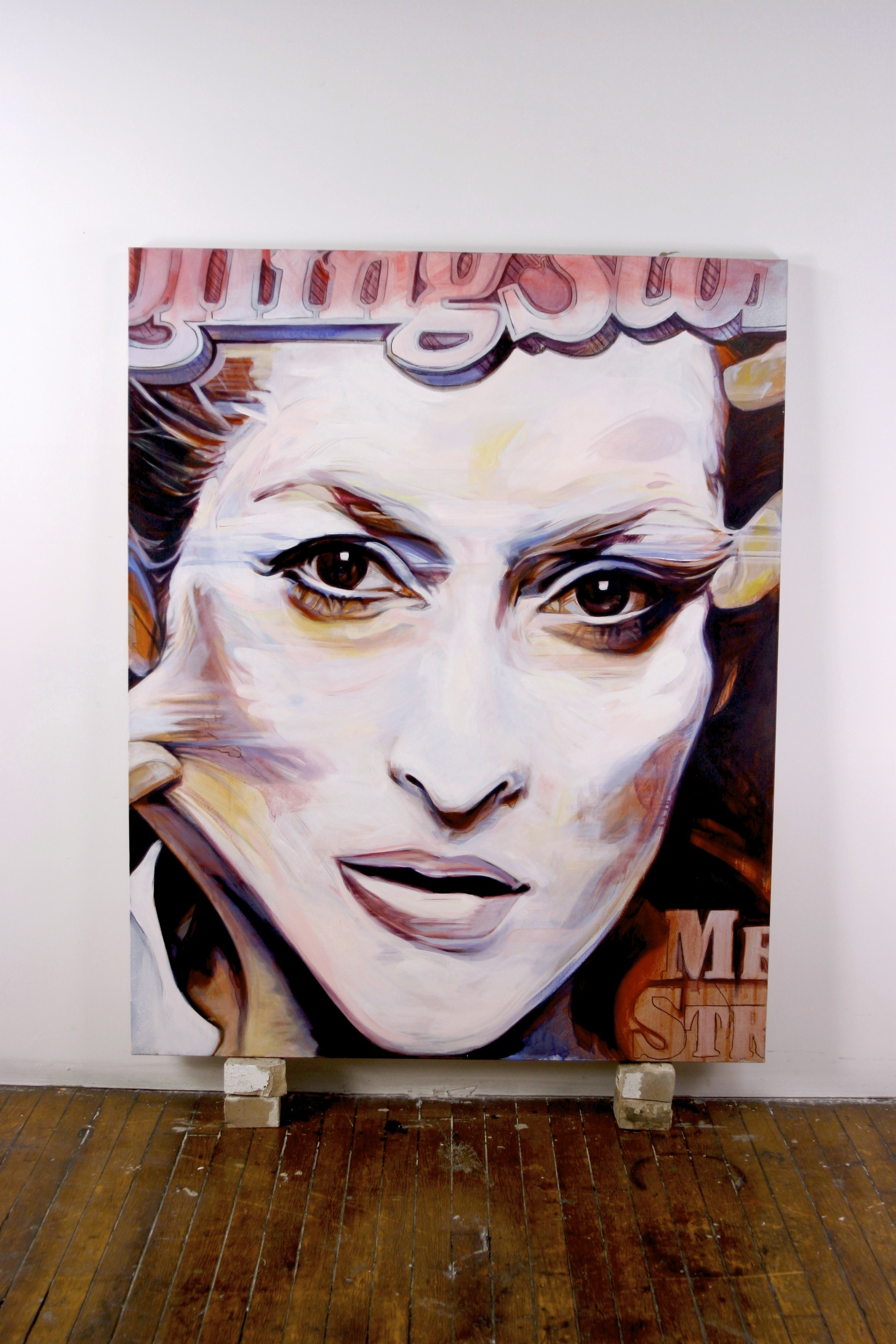
En 1981, Meryl Streep posó para Leibovitz con motivo de su primera nominación al premio Óscar como mejor actriz. Durante la sesión, Streep manifestó su incomodidad por no estar interpretando un personaje, así que decidió maquillarse como un mimo. Finalmente, su retrato fue publicado en la portada de Rolling Stone. En esta imagen se aprecia una reproducción de dicha fotografía confeccionada por el pintor Michael Cavayero.

A fines de 2007, Leibovitz tuvo acceso exclusivo a los estudios de filmación de la película Indiana Jones y el reino de la calavera de cristal, donde pudo retratar a sus protagonistas y a sus directores. Estas se convirtieron en las primeras imágenes de la película antes de su estreno en mayo de 2008 y fueron publicadas por Vanity Fair en su edición de febrero de ese año.
El 14 de febrero de 2008, Vanity Fair recopiló sus más destacados retratos de celebridades para la exhibición Vanity Fair portraits-photographs 1913-2008, que fue montada en la Galería Nacional de Retratos de Londres. Annie fue una de las que participó en la muestra.
En mayo de ese año, se generó cierta controversia cuando Annie retrató a la cantante y actriz Miley Cyrus, de quince años en ese entonces, cubriendo su busto solamente con una sábana. La compañía Disney, donde trabajaba Cyrus, lamentó que Vanity Fair manipulara deliberadamente a una joven de quince años para vender más revistas. Días más tarde, Miley pidió disculpas a sus admiradores, argumentando que la revista le había hecho creer que las imágenes estaban pensadas de manera artística. Finalmente, Leibovitz declaró a través de un comunicado de prensa en Vanity Fair que su fotografía había sido mal interpretada.

### Otros proyectos
En 1986 fue invitada a realizar una serie de afiches con motivo de la Copa Mundial de Fútbol en México. Aquella fue la primera vez en la historia del torneo que a un fotógrafo se le encomendó esa misión.
En 1988 retrató a diversas celebridades para una campaña publicitaria de la tarjeta de crédito American Express, por la cual ganó el premio Clio. Dos años más tarde fundó el Estudio Annie Leibovitz en Nueva York.
En 1991 se convirtió en el segundo fotógrafo vivo —y la primera mujer— en exhibir su obra en la Galería Nacional de Retratos de Washington D. C. La muestra, que contó con más de doscientos retratos en blanco y negro y en color, fue seguida por la publicación del libro Photographs: Annie Leibovitz 1970-1990. Ese mismo año, Leibovitz quiso emular la hazaña de la fotógrafa Margaret Bourke-White al montarse sobre una de las gárgolas del piso sesenta y uno del edificio Chrysler —en Manhattan— para retratar al bailarín David Parsons. El reportero gráfico de la revista Life, John Loengard, la fotografió a ella cuando se encontraba al borde del peligro sobre la estatua. También en 1991, el bailarín Mijaíl Baríshnikov invitó a Annie a documentar la creación de su proyecto de danza White oak.

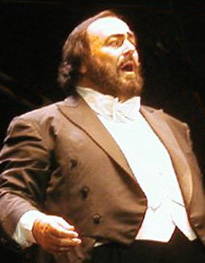
En 1988, Luciano Pavarotti fue retratado por Leibovitz para unos anuncios de American Express, por los cuales ganó los premios Clio, Kelly y Advertising Age.

En 1992 se exhibió en Estados Unidos el cortometraje Zoetrope, dirigido por Leibovitz, a través del canal de televisión Public Broadcasting Service. En 1993 comenzó a trabajar para la revista de modas Vogue y recibió un doctorado honorario por parte del Instituto de Arte de San Francisco, donde ella había estudiado en su juventud. En esa época, la Fundación San Francisco AIDS exhibió una serie de retratos tomados por Annie a gente enferma con sida, y además se montó una exposición con las fotos que ella había capturado durante el Sitio de Sarajevo y la Guerra de Bosnia meses antes.
En 1996, Leibovitz fue la fotógrafa oficial de los Juegos Olímpicos de Verano en Atlanta, Georgia. Una compilación de retratos en blanco y negro de atletas fue publicada en junio de ese año en el libro Olympic portraits. Su próxima publicación fue Women (1999), que venía acompañada de un ensayo escrito por su pareja, Susan Sontag. En los retratos femeninos de esta colección aparecían juezas, mineras y granjeras, entre otras.
En el año 2000 fue la encargada de escoger y retrarar a cinco mujeres para el calendario que la empresa italiana Pirelli publica cada temporada.
Posteriormente, el periódico The New York Times contrató a Leibovitz para que documentara —entre julio de 2005 y julio de 2006— la construcción de su edificio corporativo en la ciudad de Nueva York. La colección de treinta y cinco imágenes fue inspirada por las fotografías que Lewis Hine y Margaret Bourke-White tomaron en los años 1930 a los edificios Chrysler y Empire State respectivamente.
En octubre de 2006, se exhibió el documental Annie Leibovitz: una vida a través del lente, el cual fue dirigido por la hermana menor de Annie, Barbara. En él se mostraban escenas íntimas de la vida de la fotógrafa, además de entrevistas a diversas celebridades que posaron para ella.
Una retrospectiva de su obra fue llevada a cabo en el Museo Brooklyn, desde octubre de 2006 hasta enero de 2007. La exhibición estaba basada en su libro Annie Leibovitz: a photographer's life, 1990–2005 e incluía retratos de celebridades y también de su propia familia. Entre las fotografías se encontraba la del cadáver de Susan Sontag, quien había fallecido de cáncer en el 2004.

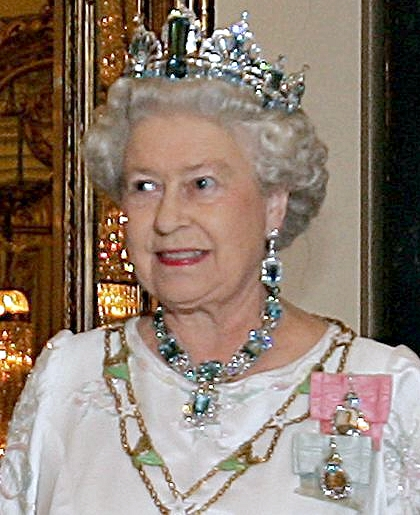
Según un tráiler emitido por la BBC, la reina Isabel II reaccionó enojada cuando Annie le sugirió quitarse la corona durante una sesión fotográfica en el Palacio de Buckingham. Todo fue un malentendido.

En el año 2007, la reina Isabel II del Reino Unido le pidió a Annie que tomara las fotografías oficiales de su visita de estado a Virginia. La sesión fotográfica fue grabada por el canal de televisión BBC para el documental A year with the Queen (en español: 'Un año con la Reina'). Un tráiler promocional del documental mostró a la Reina reaccionando enojada cuando Leibovitz le sugirió quitarse la corona para lucir más informal. Luego se mostró otra escena donde se veía a la Soberana caminando por un corredor mientras le decía a un ayudante: «No voy a cambiar nada. He tenido suficiente vistiéndome así, gracias a ti». Posteriormente, la BBC se disculpó y admitió que la secuencia de eventos en el tráiler era errónea, y que el mismo fue divulgado por equivocación, porque contenía escenas descartadas.
También en el 2007, la compañía Walt Disney contrató a Leibovitz para realizar una serie de fotografías con celebridades interpretando a diferentes personajes de sus clásicas películas. La campaña publicitaria se denominó Walt Disney world's year of a million dreams (en español: 'El año del millón de sueños del mundo de Walt Disney').
A fines de julio de 2007, la marca de accesorios de moda Louis Vuitton realizó una campaña publicitaria con Leibovitz como fotógrafa. Las celebridades que participaron aquella ocasión fueron los tenistas André Agassi y Steffi Graf, la actriz Catherine Deneuve y el político Mijaíl Gorbachov, quien posó en el asiento trasero de un auto con los restos del Muro de Berlín al fondo. Meses más tarde, otras personalidades del espectáculo que posaron para Annie fueron el guitarrista de The Rolling Stones, Keith Richards, el actor Sean Connery, el cineasta Francis Ford Coppola, la hija de este, Sofia, la modelo francesa Laetitia Casta, y los astronautas Buzz Aldrin, Jim Lovell y Sally Ride.
A mediados de marzo de 2008, Annie fotografió a la modelo Gisele Bündchen y al jugador de baloncesto LeBron James, para una cubierta histórica de Vogue. Días más tarde, un grupo de comentaristas —entre ellos Samir Husni— aseguraron que la imagen tenía connotaciones racistas, porque la pose de James recordaba a King Kong, mientras que Bündchen representaba a la rubia que cautiva al gorila. En diciembre del mismo año, Annie figuró en la lista de «Las 10 personas más fascinantes del año», elaborada anualmente por la destacada periodista Barbara Walters.

## Galardones
En 2009 la Royal Photographic Society la galardonó con la Medalla Centenario, que reconoce su significativa contribución al arte de la fotografía. En mayo de 2013 obtuvo el Premio Príncipe de Asturias de Comunicación y Humanidades. En 2015 fue reconocida con la Medalla Páez de las Artes.

## Retratos memorables

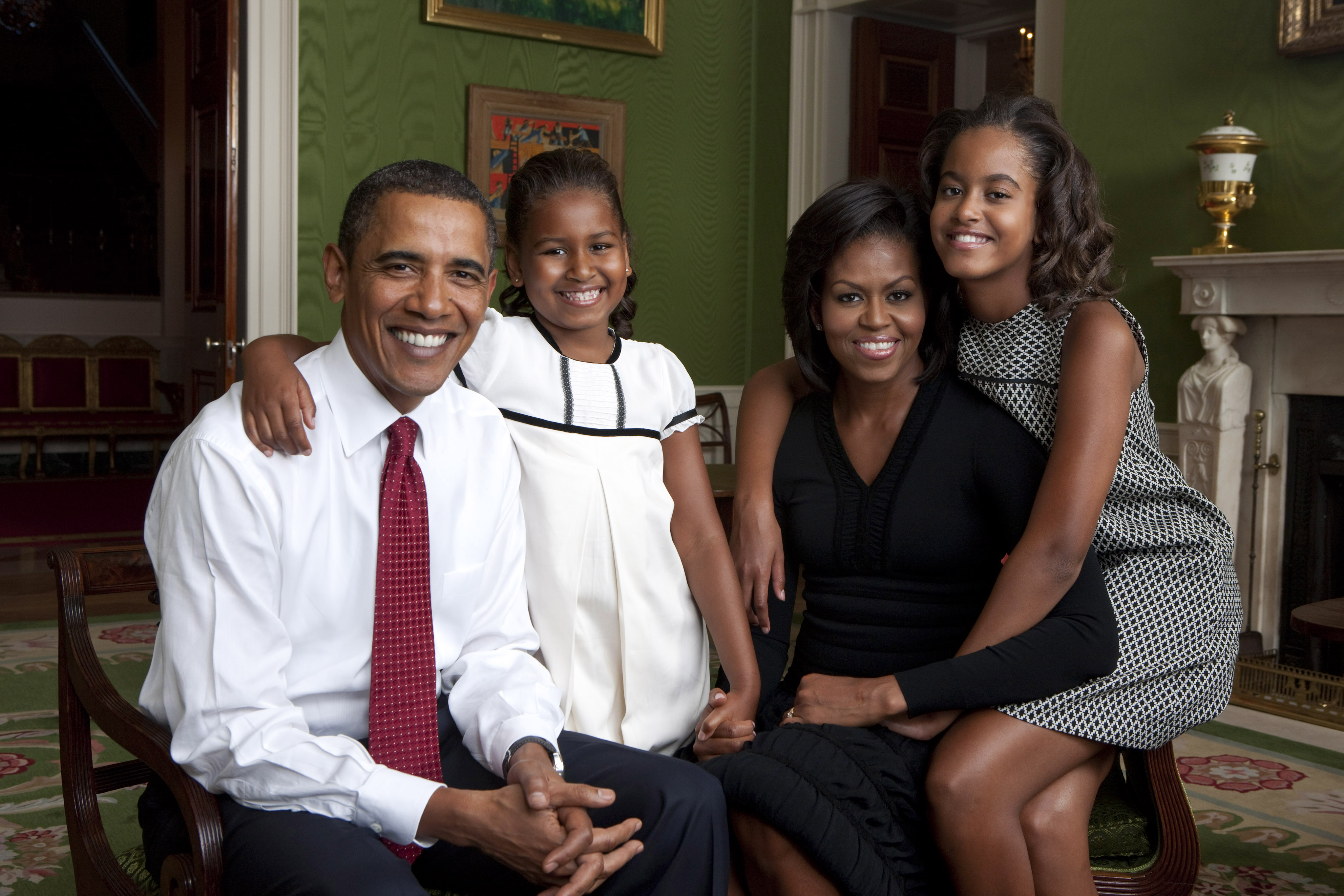
El presidente de Estados Unidos, Barack Obama, y su familia posando para Leibovitz en el Salón Verde de la Casa Blanca. 1 de septiembre de 2009.

- Yōko Ono acostada mientras su marido, John Lennon, la abraza y se acurruca completamente desnudo. Esta fue la última sesión fotográfica que Lennon tuvo antes de ser asesinado el 8 de diciembre de 1980.
- El artista Michael Jackson en una de sus tantas poses icónicas, esta específicamente sobre la punta de sus pies, jeans y camisa blanca abierta y las manos hacia atrás en el año 1988 para la revista Vanity Fair.
- Bruce Springsteen. En concreto el trasero del cantante enfundado en unos viejos vaqueros; se trató de una fotografía tomada al azar en la sesión fotográfica del disco Born in the U.S.A., y que acabó por convertirse en la portada del álbum.
- La actriz Demi Moore desnuda, exhibiendo su embarazo de siete meses para la portada de 1991 de Vanity Fair.
- Whoopi Goldberg sumergida en una bañera llena de leche, dejando ver solamente su rostro y sus extremidades.[58]
- George W. Bush y su Gabinete posando en la Oficina Oval de la Casa Blanca, luego de los atentados terroristas del 11 de septiembre de 2001.[59]
- El artista búlgaro Christo envuelto completamente en tela, tal como él empaqueta los edificios.[60]
- La cantante Dolly Parton posando sonriente, mientras el actor Arnold Schwarzenegger flecta sus bíceps detrás de ella sin mostrar su rostro.
- Los actores Dan Aykroyd y John Belushi disfrazados como The Blues Brothers con sus caras pintadas de azul.
- La reina Isabel II del Reino Unido, mirando hacia Londres por la ventana de un salón del Palacio de Buckingham.
- El artista Keith Haring, quien aparece con su cuerpo pintado igual a uno de sus cuadros.[61]
- El político ruso Mijaíl Gorbachov sentado dentro de un automóvil con los restos del Muro de Berlín al fondo.[62]
- El cantante Sting cubierto de barro en el desierto, mimetizándose con el paisaje.[63]

- Un primer plano del músico Pete Townshend, quien apoya la cabeza sobre su mano mientras brota sangre desde su palma.

- La cantante y actriz Miley Cyrus cubriendo su busto solo con una sábana blanca cuando ella tenía quince años de edad.

- La exatleta y medallista olímpica Caitlyn Jenner posando por primera vez como mujer después de su cambio de sexo en mayo de 2015.
- Los reyes Felipe VI de España y Letizia posando en el Salón de Gasparini del Palacio Real de Madrid.

## Libros
- Annie Leibovitz (1983). «Photographs». Pantheon/Rolling Stone Press. ISBN 978-0-394-53208-0.
- Annie Leibovitz (1991). «Photographs: Annie Leibovitz, 1970-1990». HarperCollins Publishers. ISBN 978-0-06-016608-3.
- Annie Leibovitz (1996). «Olympic portraits». Bulfinch Pr. ISBN 978-0-8212-2366-6.
- Annie Leibovitz; Susan Sontag (1999). «Women». Random House. ISBN 0-375-75646-9.
- Annie Leibovitz (2000). «Stardust: Annie Leibovitz, 1970-1999». Louisiana Museum for Modern Art. ISBN 978-87-90029-49-4.

- Annie Leibovitz (2003). «Annie Leibovitz: American music». Jonathan Cape. ISBN 978-0-224-07271-7.
- Annie Leibovitz (2006). «Annie Leibovitz: A photographer's life, 1990 – 2005». Random House. ISBN 978-0-375-50509-6.
- Annie Leibovitz (2008). «Annie Leibovitz at work». Random House. ISBN 978-0-375-50510-2.
- Annie Leibovitz; Doris Kearns Goodwin (2011). «Pilgrimage». Random House. ISBN 0-375-50508-3.
- Annie Leibovitz; Steve Martin; Graydon Carter; Hans Ulrich Obrist; Paul Roth (2014). «SUMO». Taschen.

## Vida privada

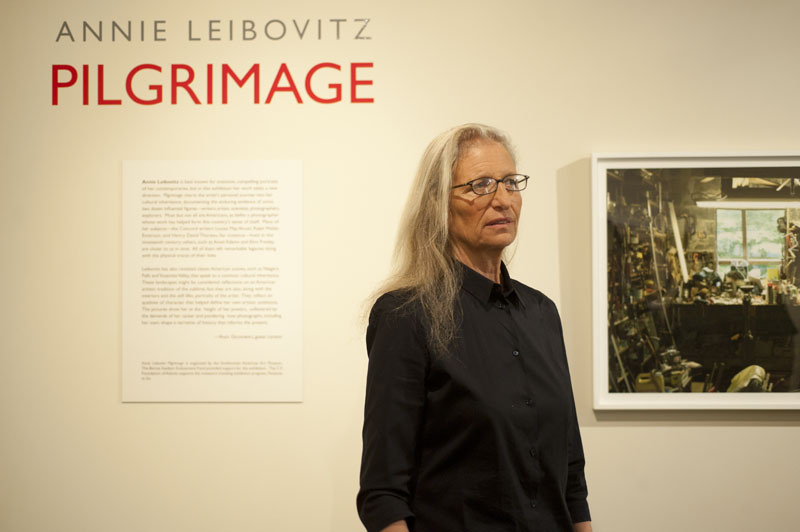
La exhibición Pilgrimage en el Museo de Concord, Massachusetts, en julio de 2012.

Leibovitz tuvo una relación romántica con la prestigiosa escritora y ensayista Susan Sontag, a quien conoció en 1988 cuando la fotografió para la sobrecubierta de su libro El sida y sus metáforas. Ellas nunca vivieron juntas, pero tenían apartamentos en los que podían verse la una a la otra. Sontag solía criticar y presionar a Annie para que trabajase más duro, y para que fuera más profunda y personal. De hecho, cuando Leibovitz retrató a Demi Moore desnuda y embarazada, fue Sontag quien persuadió a la editora de Vanity Fair, Tina Brown, para que publicara aquella controvertida foto.
La relación de ambas duró 16 años. Culminó en diciembre de 2004, cuando Susan falleció debido a las complicaciones de un síndrome mielodisplásico que desembocó en una leucemia mielógena aguda. Annie cerró un ciclo junto a ella al fotografiarla en su lecho de muerte, y todavía estaba de luto cuando su padre también murió, a comienzos de 2005.
Ni Leibovitz ni Sontag habían aclarado públicamente si su relación era familiar, amistosa o de naturaleza romántica. Sin embargo, cuando Annie fue entrevistada para su libro del año 2006, A photographer's life: 1990-2005, declaró: «Con Susan, era una historia de amor».
En el prólogo de su libro, Leibovitz dio detalles sobre su lesbianismo y su relación romántica-intelectual con Sontag. También contó que ambas estaban preparando un libro juntas, y narró lo difícil que fue el duelo tras su fallecimiento.
Finalmente, Annie reconoció que mantuvo una relación amorosa con Sontag. Cuando se le preguntó por qué se refería a Susan como «compañera» y no específicamente como «amante» o «pareja», Leibovitz dijo que «amante» era lo más apropiado. Más tarde, Annie declaró al periódico San Francisco Chronicle: «Díganos "amantes". Me gusta "amantes". Ya sabe, "amantes" suena romántico. Quiero ser perfectamente clara. Yo amo a Susan». Leibovitz tiene tres hijas: Sarah Cameron (2001) y las gemelas Susan y Samuelle (2005), quienes fueron gestadas por una madre de alquiler.